# Campionati italiani di sci alpino 2015
I Campionati italiani di sci alpino 2015 si sono svolti a Tarvisio e Sella Nevea dal 24 al 29 marzo. Il programma ha incluso gare di discesa libera, supergigante, slalom gigante, slalom speciale e combinata, tutte sia maschili sia femminili.
Trattandosi di competizioni valide anche ai fini del punteggio FIS, vi hanno partecipato anche sciatori di altre federazioni, senza che questo consentisse loro di concorrere al titolo nazionale italiano. 

## Risultati

### Uomini

#### Discesa libera
| Pos. | Atleta            | Nazione | Tempo   |
| ---- | ----------------- | ------- | ------- |
| 1    | Matteo Marsaglia  | Italia  | 1:05,86 |
| 2    | Siegmar Klotz     | Italia  | 1:05,90 |
| 3    | Werner Heel       | Italia  | 1:06,13 |
| 4    | Silvano Varettoni | Italia  | 1:06,25 |
| 5    | Dominik Paris     | Italia  | 1:06,26 |
| 6    | Davide Cazzaniga  | Italia  | 1:06,31 |
| 7    | Mattia Casse      | Italia  | 1:06,45 |
| 8    | Peter Fill        | Italia  | 1:06,53 |
| 9    | Emanuele Buzzi    | Italia  | 1:06,58 |
| 10   | Natko Zrnčić-Dim  | Croazia | 1:06,66 |

Data: 28 marzo

Località: Sella Nevea

Ore: 11.00 (UTC+1)

Pista: 

Partenza: 1 640 m s.l.m.

Arrivo: 1 120 m s.l.m.

Dislivello: 520 m

Tracciatore: Alberto Ghidoni

#### Supergigante
| Pos. | Atleta               | Nazione  | Tempo   |
| ---- | -------------------- | -------- | ------- |
| 1    | Peter Fill           | Italia   | 1:13,21 |
| 2    | Guglielmo Bosca      | Italia   | 1:13,40 |
| 3    | Mattia Casse         | Italia   | 1:13,45 |
| 4    | Michelangelo Tentori | Italia   | 1:13,56 |
| 5    | Matteo Marsaglia     | Italia   | 1:14,06 |
| 6    | Werner Heel          | Italia   | 1:14,09 |
| 7    | Emanuele Buzzi       | Italia   | 1:14,15 |
| 8    | Mišel Žerak          | Slovenia | 1:14,20 |
| 9    | Federico Paini       | Italia   | 1:14,30 |
| 10   | Nicolò Cerbo         | Italia   | 1:14,39 |

Data: 29 marzo

Località: Sella Nevea

Ore: 

Pista: 

Partenza: 1 640 m s.l.m.

Arrivo: 1 120 m s.l.m.

Dislivello: 520 m

Tracciatore: Alberto Ghidoni

#### Slalom gigante
| Pos. | Atleta               | Nazione   | Tempo   |
| ---- | -------------------- | --------- | ------- |
| 1    | Florian Eisath       | Italia    | 2:03,71 |
| 2    | Davide Simoncelli    | Italia    | 2:03,77 |
| 3    | Giovanni Borsotti    | Italia    | 2:04,12 |
| 4    | Victor Malmström     | Finlandia | 2:04,40 |
| 5    | Mattia Casse         | Italia    | 2:05,05 |
| 6    | Roberto Nani         | Italia    | 2:05,15 |
| 7    | Michelangelo Tentori | Italia    | 2:05,57 |
| 8    | Kryštof Krýzl        | Rep. Ceca | 2:05,65 |
| 9    | Antonio Fantino      | Italia    | 2:05,72 |
| 10   | Pietro Franceschetti | Italia    | 2:05,74 |

Data: 25 marzo

Località: Tarvisio

1ª manche:

Ore: 

Pista: 

Partenza: 1 265 m s.l.m.

Arrivo: 815 m s.l.m.

Dislivello: 450 m

Tracciatore: Raimund Planker

2ª manche:

Ore: 

Pista: 

Partenza: 1 265 m s.l.m.

Arrivo: 815 m s.l.m.

Dislivello: 450 m

Tracciatore: Alexander Prosch

#### Slalom speciale
| Pos. | Atleta            | Nazione   | Tempo   |
| ---- | ----------------- | --------- | ------- |
| 1    | Giuliano Razzoli  | Italia    | 1:31,55 |
| 2    | Riccardo Tonetti  | Italia    | 1:32,08 |
| 3    | Manfred Mölgg     | Italia    | 1:32,16 |
| 4    | Roberto Nani      | Italia    | 1:32,61 |
| 5    | Patrick Thaler    | Italia    | 1:32,64 |
| 6    | Miha Kuerner      | Slovenia  | 1:32,75 |
| 7    | Andrea Ballerin   | Italia    | 1:32,80 |
| 8    | Giovanni Borsotti | Italia    | 1:32,89 |
| 9    | Michele Landini   | Italia    | 1:33,06 |
| 10   | Kryštof Krýzl     | Rep. Ceca | 1:33,35 |

Data: 24 marzo

Località: Tarvisio

1ª manche:

Ore: 9.00 (UTC+1)

Pista: 

Partenza: 1 035 m s.l.m.

Arrivo: 815 m s.l.m.

Dislivello: 220 m

Tracciatore: Raimund Planker

2ª manche:

Ore: 

Pista: 

Partenza: 1 035 m s.l.m.

Arrivo: 815 m s.l.m.

Dislivello: 220 m

Tracciatore: Raimund Planker

#### Combinata
| Pos. | Atleta               | Nazione | Tempo   |
| ---- | -------------------- | ------- | ------- |
| 1    | Michelangelo Tentori | Italia  | 1:57,50 |
| 2    | Emanuele Buzzi       | Italia  | 1:57,68 |
| 3    | Natko Zrnčić-Dim     | Croazia | 1:57,75 |
| 4    | Guglielmo Bosca      | Italia  | 1:57,83 |
| 5    | Stefano Baruffaldi   | Italia  | 1:58,60 |
| 6    | Pietro Canzio        | Italia  | 1:58,76 |
| 7    | Nicolò Cerbo         | Italia  | 1:58,77 |
| 8    | Tiberio Guidolin     | Italia  | 1:58,99 |
| 9    | Antonio Fantino      | Italia  | 1:59,25 |
| 10   | Edoardo Longo        | Italia  | 1:59,36 |

Data: 29 marzo

Località: Sella Nevea

1ª manche:

Ore: 

Pista: 

Partenza: 1 640 m s.l.m.

Arrivo: 1 120 m s.l.m.

Dislivello: 520 m

Tracciatore: Alberto Ghidoni

2ª manche:

Ore: 

Pista: 

Partenza: 

Arrivo: 

Dislivello: 

Tracciatore: Alexander Prosch

### Donne

#### Discesa libera
| Pos. | Atleta              | Nazione  | Tempo   |
| ---- | ------------------- | -------- | ------- |
| 1    | Elena Fanchini      | Italia   | 1:11,19 |
| 2    | Ilka Štuhec         | Slovenia | 1:11,25 |
| 3    | Nadia Fanchini      | Italia   | 1:11,35 |
| 4    | Verena Stuffer      | Italia   | 1:11,64 |
| 5    | Francesca Marsaglia | Italia   | 1:11,69 |
| 6    | Federica Sosio      | Italia   | 1:12,25 |
| 7    | Federica Brignone   | Italia   | 1:12,41 |
| 8    | Vanja Brodnik       | Slovenia | 1:12,42 |
| 9    | Anna Hofer          | Italia   | 1:12,50 |
| 10   | Marta Bassino       | Italia   | 1:12,59 |

Data: 24 marzo

Località: Sella Nevea

Ore: 10.30 (UTC+1)

Pista: 

Partenza: 1 770 m s.l.m.

Arrivo: 1 120 m s.l.m.

Dislivello: 650 m

Tracciatore: Alberto Ghezze

#### Supergigante
| Pos. | Atleta                  | Nazione  | Tempo   |
| ---- | ----------------------- | -------- | ------- |
| 1    | Nadia Fanchini          | Italia   | 1:13,01 |
| 2    | Ilka Štuhec             | Slovenia | 1:13,36 |
| 3    | Francesca Marsaglia     | Italia   | 1:13,43 |
| 4    | Federica Brignone       | Italia   | 1:13,76 |
| 5    | Lisa Magdalena Agerer   | Italia   | 1:14,19 |
| 6    | Federica Sosio          | Italia   | 1:14,33 |
| 7    | Verena Gasslitter       | Italia   | 1:14,68 |
| 8    | Ana Bucik               | Slovenia | 1:14,73 |
| 9    | Marta Bassino           | Italia   | 1:14,84 |
| 10   | Valentina Cillara Rossi | Italia   | 1:15,33 |

Data: 25 marzo

Località: Sella Nevea

Ore: 

Pista: 

Partenza: 1 640 m s.l.m.

Arrivo: 1 120 m s.l.m.

Dislivello: 520 m

Tracciatore: Alberto Ghezze

#### Slalom gigante
| Pos. | Atleta                | Nazione | Tempo   |
| ---- | --------------------- | ------- | ------- |
| 1    | Nadia Fanchini        | Italia  | 2:07,73 |
| 2    | Irene Curtoni         | Italia  | 2:08,45 |
| 3    | Marta Bassino         | Italia  | 2:08,69 |
| 4    | Laura Pirovano        | Italia  | 2:09,30 |
| 5    | Nicole Agnelli        | Italia  | 2:09,57 |
| 6    | Jole Galli            | Italia  | 2:09,70 |
| 7    | Sabrina Fanchini      | Italia  | 2:09,83 |
| 8    | Lisa Magdalena Agerer | Italia  | 2:09,97 |
| 8    | Francesca Marsaglia   | Italia  | 2:09,97 |
| 10   | Elena Curtoni         | Italia  | 2:10,11 |

Data: 28 marzo

Località: Tarvisio

1ª manche:

Ore: 8.30 (UTC+1)

Pista: 

Partenza: 1 215 m s.l.m.

Arrivo: 815 m s.l.m.

Dislivello: 450 m

Tracciatore: Livio Magoni

2ª manche:

Ore: 11.30 (UTC+1)

Pista: 

Partenza: 1 215 m s.l.m.

Arrivo: 815 m s.l.m.

Dislivello: 450 m

Tracciatore: Devid Salvadori

#### Slalom speciale
| Pos. | Atleta             | Nazione | Tempo   |
| ---- | ------------------ | ------- | ------- |
| 1    | Roberta Midali     | Italia  | 1:38,93 |
| 2    | Nicole Agnelli     | Italia  | 1:38,96 |
| 3    | Chiara Costazza    | Italia  | 1:39,06 |
| 4    | Marta Benzoni      | Italia  | 1:39,13 |
| 5    | Sabrina Fanchini   | Italia  | 1:39,25 |
| 6    | Federica Sosio     | Italia  | 1:39,53 |
| 7    | Anna Poglitsch     | Austria | 1:40,11 |
| 8    | Martina Perruchon  | Italia  | 1:41,01 |
| 9    | Jole Galli         | Italia  | 1:41,64 |
| 10   | Melissa Perathoner | Italia  | 1:41,72 |

Data: 29 marzo

Località: Tarvisio

1ª manche:

Ore: 8.00 (UTC+1)

Pista: 

Partenza: 1 015 m s.l.m.

Arrivo: 815 m s.l.m.

Dislivello: 200 m

Tracciatore: Livio Magoni

2ª manche:

Ore: 10.30 (UTC+1)

Pista: 

Partenza: 1 015 m s.l.m.

Arrivo: 815 m s.l.m.

Dislivello: 200 m

Tracciatore: Cesare Pastore

#### Combinata
| Pos. | Atleta                  | Nazione  | Tempo   |
| ---- | ----------------------- | -------- | ------- |
| 1    | Ilka Štuhec             | Slovenia | 1:58,09 |
| 2    | Francesca Marsaglia     | Italia   | 1:58,79 |
| 3    | Ana Bucik               | Slovenia | 1:58,98 |
| 4    | Federica Brignone       | Italia   | 1:59,17 |
| 5    | Federica Sosio          | Italia   | 1:59,24 |
| 6    | Vanja Brodnik           | Slovenia | 2:00,16 |
| 7    | Marta Bassino           | Italia   | 2:00,49 |
| 8    | Jole Galli              | Italia   | 2:00,86 |
| 9    | Valentina Cillara Rossi | Italia   | 2:01,35 |
| 10   | Nicol Delago            | Italia   | 2:01,76 |

Data: 25 marzo

Località: Sella Nevea

1ª manche:

Ore: 

Pista: 

Partenza: 1 640 m s.l.m.

Arrivo: 1 120 m s.l.m.

Dislivello: 520 m

Tracciatore: Alberto Ghezze

2ª manche:

Ore: 

Pista: 

Partenza: 

Arrivo: 

Dislivello: 

Tracciatore: Roberto Lorenzi